# Ángel Rodríguez (Boxer)
Ángel Rodríguez war ein argentinischer Boxer.

## Werdegang
Ángel Rodríguez nahm an den Olympischen Sommerspielen 1920 in Antwerpen teil. Dort schied er im Federgewichtsturnier in seinem Erstrundenkampf gegen den Norweger Arthur Olsen aus.